# HMS Portland (F79)
Za druge ladje glejte HMS Portland.
HMS Portland (F79) je fregata razreda type 23 Kraljeve vojne mornarice.